# Jørgen Hansen (remer)
Jørgen Christian Hansen (Sakskøbing, Guldborgsund, Sjælland, 14 d'agost de 1890 – Gentofte, Hovedstaden, 10 de setembre de 1953) va ser un remer danès que va competir a començaments del segle xx.
El 1912 va prendre part en els Jocs Olímpics d'Estocolm, on guanyà la medalla d'or en la competició del quatre amb timoner, inriggers del programa de rem, formant equip amb Ejler Allert, Carl Møller, Carl Pedersen i Poul Hartmann.